# Crkva sv. Zlate Meglenske u Zagrebu
Crkva »Sveta Zlata Meglenska« prva je makedonska crkva u Zagrebu. Nalazi se u neposrednoj blizini Zagrebačke avenije u gradskoj četvrti Knežija.

## Povijest
Kamen temeljac za crkvu položen je 26. listopada 2014. godine. Posvetio ju je 21. svibnja 2023. godine arhiepiskop Stefan zajedno sa srpskim patrijarhom Porfirijem. Posvećenju je prisustvovao i hrvatski premijer Andrej Plenković, koji je u znak zahvalnosti i iskrenog prijateljstva primio najviše odličje Makedonske pravoslavne crkve, orden Svetog Klimenta Ohridskog.

## Arhitektura
Crkva je djelo arhitekata Zorana Boševskog, Borisa Flolića i Željka Golubića, koji su dio Studija BF, a projektirana je u razdoblju 2008. – 2009. godine.
Budući da se crkva nalazi uz aveniju s gustim prometom, nema otvoren pristup, već se kroz probušeni zid stvara predvorje koje služi kao zaštićeno dvorište.
Izgled crkve je u obliku kvadratnog volumena sa cilindričnim svodom koji se proteže cijelom dužinom, a bočno je udaljen od zidova i završava stijenskim ikonostasom.

## Galerija
- Pogled na crkvu
- Glavni ulaz
- Zastave ispred crkve

## Vanjske poveznice
|  | Zajednički poslužitelj ima još gradiva o temi Crkva sv. Zlate Meglenske u Zagrebu |

- Više informacija o crkvi (hrv.)